# Александр Брыкин (судно)
«Александр Брыкин» — советский и российский морской транспорт вооружений проекта 11570, служивший на Северном флоте в 1986—2005 годах. Предназначался для обслуживания стратегических атомных подводных лодок проекта 941 «Акула», мог транспортировать 16 баллистических ракет Р-39 и самостоятельно осуществлять операции погрузки/выгрузки ракет на подводные лодки.

## Наименование
Корабль поименован в честь инженер-вице-адмирала Александра Евстратьевича Брыкина, д.т. н., профессора, начальника научно-исследовательского минно-торпедного института.

## Строительство
5 декабря 1983 года на Ленинградском Адмиралтейском объединении был заложен морской транспорт вооружений проекта 11570, шифр «Садко», заводской номер 02617. 30 августа 1985 года был спущен на воду, 29 декабря 1986 года вступил в строй.

## Служба
«Александр Брыкин» служил на Северном флоте, обеспечивал транспортировку, погрузку и разгрузку ракет Р-39 для подводных лодок 18-й дивизии.
8-21 июня 1990 года «Брыкин» осуществил перегрузку ракетного боезапаса с уходящей в ремонт ТК-208 на вводящуюся в состав сил постоянной готовности ТК-13 прямо в месте штатного базирования, без переходов в Северодвинск и обратно.
В 1994 году транспорт поставлен в средний ремонт на СРЗ-35 в Мурманске. В 1996 году ремонт остановлен из-за отсутствия финансирования. В 2005 году судно было списано, а в 2006 году — утилизировано в Клайпеде, Латвия.